# ماریل جفی
ماریل جَـفی (انگلیسی: Marielle Jaffe؛ زادهٔ ۲۳ ژوئن ۱۹۸۹) یک هنرپیشه، خواننده و مانکن اهل ایالات متحده آمریکا است. وی از سال ۲۰۰۷ میلادی تاکنون مشغول فعالیت بوده‌است.

## گزیدهٔ آثار

### سینما
- جیغ ۴ (۲۰۱۱)
- پرسی جکسون و المپ‌نشینان: دزد صاعقه (۲۰۱۰)

### تلویزیون
- سی‌اس‌آی (۲۰۱۴)
- ۱۰ چیز که من درباره تو متنفرم (۲۰۱۰)